# Lijst van voetbalinterlands Egypte - Rusland
Deze lijst van voetbalinterlands is een overzicht van alle officiële voetbalwedstrijden tussen de nationale teams van Egypte en Rusland. De landen speelden tot op heden een keer tegen elkaar. Dat was een groepswedstrijd tijdens het wereldkampioenschap voetbal 2018, op 19 juni 2018 in Sint-Petersburg.

## Wedstrijden
| № | Plaats          | Datum        | Competitie | Wedstrijd        | Uitslag |
| - | --------------- | ------------ | ---------- | ---------------- | ------- |
| 1 | Sint-Petersburg | 19 juni 2018 | WK 2018    | Rusland – Egypte | 3 − 1   |

## Samenvatting
| Competitie   | Totaal gespeeld | Winst Egypte | Gelijk | Winst Rusland | Doelsaldo Egypte – Rusland |
| ------------ | --------------- | ------------ | ------ | ------------- | -------------------------- |
| WK-eindronde | 1               | 0            | 0      | 1             | 1 − 3                      |
| Totaal       | 1               | 0            | 0      | 1             | 1 − 3                      |

Wedstrijden bepaald door strafschoppen worden, in lijn met de FIFA, als een gelijkspel gerekend.
EFA · A-internationals · Selecties · Bondscoaches · Egyptisch vrouwenelftal · Olympisch elftal · Egypte U21 · Egypte U20 · Egypte U19 · Egypte U18 · Egypte U17
1920 – 1929 · 
1930 – 1939 · 
1940 – 1949 · 
1950 – 1959 · 
1960 – 1969 · 
1970 – 1979 · 
1980 – 1989 · 
1990 – 1999 · 
2000 – 2009 · 
2010 – 2019 ·
2020 − 2029
WK 1934 · 
WK 1990 · 
WK 2018
OS 1924 · 
OS 1928 · 
OS 1936 · 
OS 1948 · 
OS 1952 · 
OS 1960 · 
OS 1964 · 
OS 1968 · 
OS 1992 · 
OS 2012 · 
OS 2020
1920 · 
1921–1923 · 
1924 · 
1925–1927 · 
1928 · 
1929–1931 · 
1932 · 
1933 · 
1934 · 
1935 · 
1936 · 
1937–1947 · 
1948 · 
1949 · 
1950 · 
1952 · 
1952 · 
1953 · 
1954 · 
1955 · 
1956 · 
1957 · 
1958 · 
1959 · 
1960 · 
1961 · 
1962 · 
1963 · 
1964 · 
1965 · 
1966 · 
1967 · 
1968 · 
1969 · 
1970 · 
1971 · 
1972 · 
1973 · 
1974 · 
1975 · 
1976 · 
1977 · 
1978 · 
1979 · 
1980 · 
1981 · 
1982 · 
1983 · 
1984 · 
1985 · 
1986 · 
1987 · 
1988 · 
1989 · 
1990 · 
1991 · 
1992 · 
1993 · 
1994 · 
1995 · 
1996 · 
1997 · 
1998 · 
1999 · 
2000 · 
2001 · 
2002 · 
2003 · 
2004 · 
2005 · 
2006 · 
2007 · 
2008 · 
2009 · 
2010 · 
2011 · 
2012 ·
2013 ·
2014 ·
2015 ·
2016 ·
2017 ·
2018 ·
2019 ·
2020 ·
2021 ·
2022 ·
2023 ·
2024
Algerije ·
Angola ·
Argentinië ·
Australië ·
Bahrein ·
België ·
Benin ·
Bolivia ·
Bosnië en Herzegovina ·
Botswana ·
Brazilië ·
Bulgarije ·
Burkina Faso ·
Burundi ·
Canada ·
Centraal-Afrikaanse Republiek ·
Chili ·
China ·
Colombia ·
Comoren ·
Congo-Brazzaville ·
Congo-Kinshasa ·
DDR ·
Denemarken ·
Djibouti ·
Duitsland ·
Engeland ·
Equatoriaal-Guinea ·
Estland ·
Ethiopië ·
Finland ·
Frankrijk ·
Gabon ·
Georgië ·
Ghana ·
Griekenland ·
Guinee ·
Guinee-Bissau ·
Hongarije ·
Ierland ·
Indonesië ·
Irak ·
Iran ·
Italië ·
Ivoorkust ·
Jamaica ·
Japan ·
Jemen ·
Joegoslavië ·
Jordanië ·
Kaapverdië ·
Kameroen ·
Kenia ·
Koeweit ·
Kroatië ·
Libanon ·
Liberia ·
Libië ·
Litouwen ·
Luxemburg ·
Madagaskar ·
Malawi ·
Mali ·
Malta ·
Marokko ·
Mauritanië ·
Mauritius ·
Mexico ·
Mozambique ·
Namibië ·
Nederland ·
Nieuw-Zeeland ·
Niger ·
Nigeria ·
Noord-Korea ·
Noord-Macedonië ·
Noorwegen ·
Oeganda ·
Oman ·
Oostenrijk ·
Palestina ·
Polen ·
Portugal ·
Qatar ·
Roemenië ·
Rusland ·
Rwanda ·
Saoedi-Arabië ·
Schotland ·
Senegal ·
Sierra Leone ·
Slowakije ·
Soedan ·
Somalië ·
Spanje ·
Swaziland ·
Syrië ·
Tanzania ·
Thailand ·
Togo ·
Trinidad en Tobago ·
Tsjaad ·
Tsjecho-Slowakije ·
Tunesië ·
Turkije ·
Uruguay ·
Verenigde Arabische Emiraten ·
Verenigde Staten ·
Wit-Rusland ·
Zambia ·
Zimbabwe ·
Zuid-Afrika ·
Zuid-Jemen ·
Zuid-Korea ·
Zuid-Soedan ·
Zweden ·
Zwitserland
Kameroen (2017) ·
Rusland (2018) ·
Saoedi-Arabië (2018) ·
Uruguay (2018)
RFS · A-internationals · Bondscoaches · Selecties · Statistieken · Russisch vrouwenelftal · Rusland U21 · Rusland U20 · Rusland U19 · Rusland U18 · Rusland U17 · Rusland U16
1912 – 1914 · 
1992 – 1999 · 
2000 – 2009 · 
2010 – 2019 ·
2020 − 2029
EK 1992** · 
EK 1996 · 
EK 2004 · 
EK 2008 · 
EK 2012 · 
EK 2016 · 
EK 2020
WK 1994 · 
WK 1998 · 
WK 2002 · 
WK 2006 · 
WK 2010 · 
WK 2014 · 
WK 2018
OS 1912
1912 · 
1913 · 
1914 · 
1915–1991 · 
1992 · 
1993 · 
1994 · 
1995 · 
1996 · 
1997 · 
1998 · 
1999 · 
2000 · 
2001 · 
2002 · 
2003 · 
2004 · 
2005 · 
2006 · 
2007 · 
2008 · 
2009 · 
2010 · 
2011 · 
2012 · 
2013 · 
2014 · 
2015 · 
2016 · 
2017 · 
2018 ·
2019 ·
2020 ·
2021 ·
2022 ·
2023 ·
2024 ·
2025
Albanië ·
Algerije ·
Andorra · 
Argentinië ·
Armenië · 
Azerbeidzjan · 
België ·
Bolivia · 
Brazilië ·
Brunei ·
Bulgarije · 
Chili ·
Costa Rica ·
Cuba ·
Cyprus · 
Denemarken · 
Duitsland · 
Egypte ·
Engeland ·
El Salvador ·
Estland · 
Faeröer · 
 Finland · 
Frankrijk · 
Georgië · 
Ghana ·
Grenada ·
Griekenland · 
Hongarije ·
Ierland ·
IJsland ·
Irak ·
Iran ·
Israël · 
Italië ·
Ivoorkust ·
Japan ·
Joegoslavië ·
Kameroen ·
Kazachstan ·
Kenia ·
Kirgizië ·
Kroatië · 
Letland · 
Liechtenstein · 
Litouwen · 
Luxemburg ·  
Malta ·
Marokko · 
Mexico · 
Moldavië · 
Montenegro · 
Nederland · 
Nieuw-Zeeland ·
Noord-Ierland · 
Noord-Macedonië ·
Noorwegen · 
Oekraïne · 
Oezbekistan ·
Oostenrijk · 
Polen ·
Portugal ·
Qatar · 
Roemenië · 
San Marino · 
Saoedi-Arabië · 
Schotland · 
Servië · 
Slovenië · 
Slowakije · 
Spanje · 
Syrië ·
Tadzjikistan ·
Tsjechië · 
Tunesië ·
Turkije ·
Uruguay · 
Verenigde Arabische Emiraten · 
Verenigde Staten ·
Vietnam  ·
Wales · 
Wit-Rusland ·
Zuid-Korea · 
Zweden · 
Zwitserland
Algerije (2014) · 
België (2014) · 
België (2021) · 
Denemarken (2021) ·
Egypte (2018) ·
Engeland (2016) ·
Finland (2021) ·
Griekenland (2008) ·
Griekenland (2012) ·
Kroatië (2018) ·
Nederland (2008) ·
Polen (2012) ·
Saoedi-Arabië (2018) ·
Slowakije (2016) ·
Spanje (2008, groepsfase) ·
Spanje (2008, halve finale) ·
Spanje (2018) ·
Tsjechië (2012) ·
Uruguay (2018) ·
Wales (2016) ·
Zuid-Korea (2014) ·
Zweden (2008)
** = Onder de naam Gemenebest van Onafhankelijke Staten